# Biaks

Biaks (ang. biaxial – dwuosiowy) – rdzeń z ferrytu o prostokątnej pętli histerezy w postaci prostopadłościanu o dwóch prostopadłych, nieprzecinających się otworach. Sporadycznie stosowany w niewielkich, szybkich pamięciach ferrytowych o organizacji 2D i magnetycznych elementach logicznych. 
Zapamiętaną informacją jest kierunek namagnesowania mostka między otworami. Odczyt polega na chwilowym, odwracalnym obrocie pola w mostku przez prąd w linii słowa (przewodzie sterującym) i odczycie kierunku napięcia w liniach bitów (przewodach sygnałowych).

## Przykładowe dane (pamięć programu komputeraBESMtypu 5E26)
- pojemność: 64 kb
- częstotliwość 
  - odczytu:  2—5 МHz
  - zapisu:   200—300 kHz

Element ma dzisiaj znaczenie historyczne. 